# Joseph Trausch
Franz Joseph Trausch (Brassó, 1795. február 9. – Brassó, 1871. november 16.), egyes forrásokban Josef Franz Trausch, Szinnyeinél Trausch Ferenc József, erdélyi szász irodalom- és helytörténész, jogász, tisztviselő. Legfontosabb műve az erdélyi német írók életrajzi lexikonja (Schriftsteller-lexikon oder biographisch-literarische denk-blatter der Siebenbürger Deutschen).

## Élete
Családja a Lópiac utcai Trausch-házban lakott. Dédapja, idősebb Nathanael Trausch (1679–1768) a brassói ferences templom utolsó evangélikus lelkészeként szolgált, annak Habsburg-átvétele előtt. Nagyapja, ifjabb Nathanael (1713–1772) ötvösmester, apja, Johann Joseph (1768–1831) pedig városi tanácsos és kerületi felügyelő volt.
Joseph Trausch a brassói Honterus-gimnáziumban végezte középiskolai tanulmányait (1813), majd Kolozsváron jogot tanult; 1817-ig jogi gyakorlatot végzett a Királyi Táblánál, a Guberniumnál és az Erdélyi Udvari Kancelláriánál. Szülővárosába hazatérve jegyző, titkár és városi levéltáros lett, 1818-tól városi tanácsos, rövid ideig városi és kerületi ügyész, 1827-től főjegyző, 1841-től városi rendőrkapitány. Számos országot beutazott, a szász univerzitás képviselőjeként többször részt vett az erdélyi országgyűlésen, kihallgatáson járt V. Ferdinándnál. Alapító tagja volt a Verein für siebenbürgische Landeskunde honismereti egyesületnek, támogatója és munkatársa az első brassói német kiadványoknak (Siebenbürger Wochenblatt és Blätter für Geist, Gemüth und Vaterlandskunde). Az 1850-es években kormányzói előadó és jogtanácsos volt Nagyszebenben, 1853-tól császári pénzügyi tanácsos. Érdemeiért a Ferenc József-rend lovagkeresztjével tüntették ki. Időskorában a bécsi Birodalmi Földtani Intézet levelező tagja és az evangélikus egyházközség tiszteletbeli kurátora volt.
Ellenezte a kiegyezés utáni magyarosító politikát, és haláláig reménykedett abban, hogy a szászok bizonyos mértékű autonómiára fognak szert tenni. Véleménye szerint ez csak összefogással érhető el; a brassói evangélikus temetőben található kriptáján is egy egységre buzdító Schiller-idézet van: Seid einig – einig – einig, vagyis „Csak egység... egység... egység”.

## Történészi munkássága
Már középiskolás korától kezdve érdeklődést mutatott erdélyi szász honfitársai történelme iránt. Johann Seivert írói életrajz-lexikonja által ösztönözve először saját maga számára kezdett adatokat keresni a szász irodalmárokról, nem egyszer kiegészítve vagy kijavítva a Seivert-lexikon cikkeit. Számos helytörténeti dokumentumot, krónikát, levelet, könyvet gyűjtött össze, és több erdélyi várost meglátogatott. Ahogy kutatása egyre nagyobb méreteket öltött, felmerült benne az ötlet, hogy megszerzett ismereteit könyv formájában közzétegye. A munka eredményeként megszületett a három kötetes Schriftsteller-Lexikon, oder biographisch-literarische Denk-Blätter der Siebenbürger Deutschen mű, mely több mint 800 szász személyiségről tartalmaz adatot.
A szászok mellett Trausch a többi erdélyi nemzetet is tanulmányozta; elsőként állított össze dokumentum-gyűjteményeket a székelyek és az erdélyi románok történelméről.
Kutatásai során 248 kötetnyi kéziratot gyűjtött össze, ennek legnagyobb részét a brassói evangélikus gyülekezet (Honterusgemeinde) archívuma őrzi, egy kisebb része a brassói levéltárban van.

### Művei
- Mosaik für das Jahr 1840 (Brassó, 1840)
- Bemerkungen über die vom siebenbürgischen griechisch-nichtunirten Bischof Basilius Moga, 1837 den, zu Hermannstadt versammelten Landesständen unterlegte Bittschrift (Brassó, 1844)
- Chronicon Fuschio-Lupino-Oltardinum (két kötet, Brassó, 1848–1849)
- Übersichtliche Darstellung der ältern Gemeinde-Verfassung der Stadt Kronstadt (Brassó, 1865)
- Beiträge und Aktenstücke zur Reformationsgeschicthe von Kronstadt (Brassó, 1865)
- Actenmässige Darstellung der ungarischen und siebenbürgischen Landtags-Verhandlungen über eine Vereinigung des Grossfürstenthuns Siebenbürgen mit dem Königreiche Ungarn (Brassó, 1866)
- Schriftsteller-Lexikon, oder biographisch-literarische Denk-Blätter der Siebenbürger Deutschen (három kötet, Brassó, 1868–1871. Egy negyedik kötet Friedrich Schuller gondozásában jelent meg 1902-ben, Nagyszebenben)

## Képek

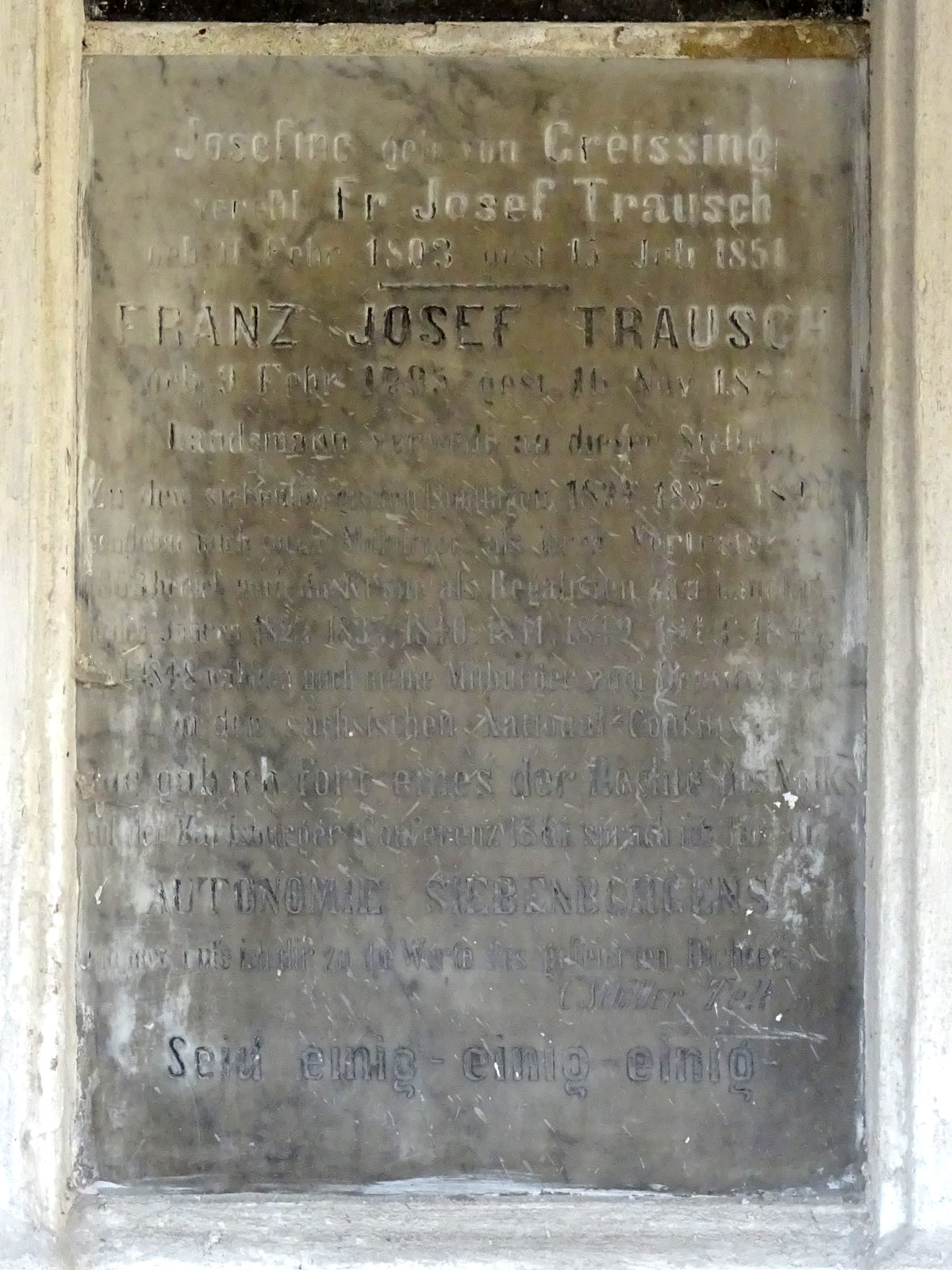
Kriptája felirata
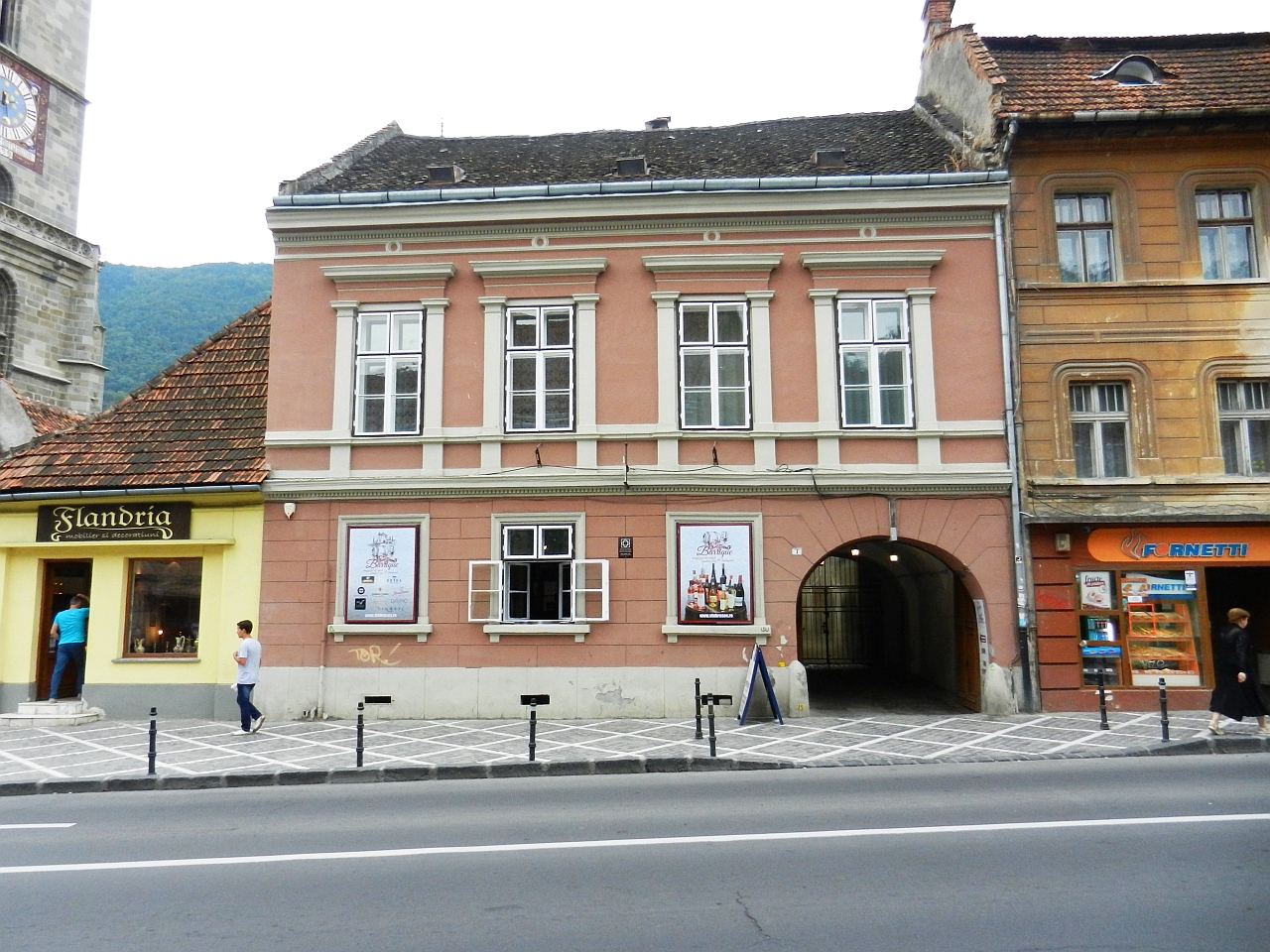
A brassói Trausch-ház